# Nadleśnictwo Bogdaniec
Nadleśnictwo Bogdaniec – nadleśnictwo należące do Regionalnej Dyrekcji Lasów Państwowych w Szczecinie, położone jest w jej południowo-zachodniej części, w całości w województwie lubuskim. Swoim zasięgiem obejmuje miasto Gorzów Wielkopolski oraz gminy powiatu gorzowskiego: Bogdaniec, Witnica, Lubiszyn, Kłodawa. Graniczy od północy z Nadleśnictwem Różańsko, od wschodu z Nadleśnictwem Kłodawa, od południa z Nadleśnictwem Lubniewice i Parkiem Narodowym „Ujście Warty”, a od zachodu z Nadleśnictwem Dębno.

## Historia
Nadleśnictwo Bogdaniec powstało w roku 1945, po zakończeniu II wojny światowej i utworzone zostało z przejętych lasów przedwojennego państwowego Nadleśnictwa Mosina, lasów własności ziemskich oraz lasów drobnej własności prywatnej, głównie poniemieckiej.
W 1945 roku na obszarze obecnego Nadleśnictwa Bogdaniec utworzono trzy małe nadleśnictwa państwowe: Bogdaniec, Wysoka i Mosina, które w 1972 roku w ramach reorganizacji połączono w jedno 3-obrębowe Nadleśnictwo Bogdaniec. Od 2014 nadleśnictwo funkcjonuje w ramach jednego obrębu.

## Leśnictwa
W skład nadleśnictwa wchodzi trzynaście leśnictw:
| - Marwice - Wysoka - Lubiszyn - Tarnów - Mosina | - Łąkomin - Zacisze - Łupowo - Motylewo - Nowiny | - Białcz - Ustronie - Witnica |

oraz szkółka leśna w Sosnach.

## Fizjografia i klimat

### Położenie
Lasy Nadleśnictwa Bogdaniec zgodnie z regionalizacją przyrodniczo-leśną położone są w:
- I Krainie Bałtyckiej, 3 Dzielnicy Wałecko–Myśliborskiej, Mezoregionie Równiny Gorzowskiej;
- III Krainie Wielkopolsko–Pomorskiej, Dzielnicy Kotliny Gorzowskiej,  Mezoregionie Pradoliny Warty[potrzebny przypis].

Według regionalizacji fizyczno-geograficznej obszar nadleśnictwa położony jest w:
- Podprowincji – Pojezierza Południowobałtyckiego (314);
- Makroregionie – Pojezierza Południowopomorskiego (314.6);
- Mezoregionie – Równiny Gorzowskiej (314.61);
- Makroregionie – Pradoliny Toruńsko-Eberswaldzkiej (315.3);
- Mezoregionie  – Kotliny Gorzowskiej (315.33);

Przeważająca część nadleśnictwa leży w I Krainie Bałtyckiej. Natomiast peryferyjna południowo-zachodnia część leży w III Krainie Wielkopolsko-Pomorskiej.

### Rzeźba terenu
Rzeźba terenu obszaru Nadleśnictwa Bogdaniec ukształtowała się pod wpływem działalności lądolodów trzech zlodowaceń:
- południowopolskiego,
- środkowopolskiego,
- północnopolskiego.

Na obszarze nadleśnictwa występują trzy rodzaje rzeźby terenu:
- nizinny równy – obejmujący 66,3% powierzchni,
- nizinny falisty – 20,5%,
- nizinny pagórkowaty – 13,2%.

### Klimat
Obszar Nadleśnictwa Bogdaniec (według Romera) leży w typie klimatu Krainy Wielkich Dolin z wyraźnym wpływem klimatu morskiego. Charakteryzuje się łagodnymi zimami, chłodnym latem i okresem wegetacyjnym, opadami w roku i okresie wegetacyjnym poniżej przeciętnej dla kraju, opóźnioną wiosną oraz długą i ciepłą jesienią.

### Geologia
Dominującym typem gleb są:
- gleby rdzawe właściwe (RDw) – 43,48%
- gleby rdzawe brunatne (RDbr) – 20,58%
- gleby rdzawe bielicowe (RDb) – 17,66%

### Stosunki wodne
Teren nadleśnictwa leży w dorzeczu Odry. Na terenie tym środowisko odznacza się dość dużym zapasem wody. Północna część nadleśnictwa leży w zlewni rzeki Myśli poprzez rzeczkę Ścieniawicę oraz kanały: Myślański i Lubiszyński. Wschodnia i południowa część leży w zlewni Warty, poprzez rzeczki Marwicę, Bogdankę, Witniczankę i Witną oraz Kanał Maszówek. Koryto potoku Bogdanki biegnie po dnie erozyjnego wąwozu i na znacznym odcinku ma charakter potoku górskiego, gdyż różnica poziomów na odcinku 3 km wynosi około 100 m. Wzdłuż cieków oraz jezior: Wielkie, Ustronie, Długie i Marwicko wytworzyło się większość siedlisk wilgotnych.
Bardzo ważną rolę odgrywają też rowy oraz bagna (torfowiska) o powierzchni 311 ha.

## Zasoby leśne
Udział siedliskowych typów lasu w Nadleśnictwie Bogdaniec
| Typ siedliskowy lasu  | Powierzchnia ha | Procent udziału |
| --------------------- | --------------- | --------------- |
| Bór świeży            | 2072,98         | 10,3            |
| Bór wilgotny          | 9,45            | 0,0             |
| Bór bagienny          | 17,49           | 0,1             |
| Bór mieszany świeży   | 7289,00         | 36,1            |
| Bór mieszany wilgotny | 73,91           | 0,4             |
| Bór mieszany bagienny | 44,71           | 0,2             |
| Las mieszany świeży   | 6977,52         | 34,6            |
| Las mieszany wilgotny | 555,95          | 2,8             |
| Las mieszany bagienny | 11,74           | 0,1             |
| Las świeży            | 2607,16         | 12,9            |
| Las wilgotny          | 42,21           | 0,2             |
| Ols                   | 417,15          | 2,1             |
| Ols jesionowy         | 37,40           | 0,2             |
| Razem                 | 20156,67        | 100             |

### Drzewostan
Drzewostany Nadleśnictwa Bogdaniec tworzy 16 gatunków:
- sosna – 81,8% powierzchni;
- dąb – 6,6%;
- buk – 5,6%
- olcha – 2,9%;
- brzoza – 2,4%;
- pozostałe poniżej 1%

## Edukacja i turystyka
Na terenie Nadleśnictwa Bogdaniec przygotowano kilka tras rowerowych, kilka tras nordic walking: w leśnictwie Witnica „Witnicki Anioł", w leśnictwach Nowiny i Motylewo dwie trasy „Szlak Młyński" i „Dziesiątka Bogdaniecka” oraz liczne ścieżki edukacyjne. Na całym obszarze znajduje się sieć infrastruktury turystycznej w postaci miejsc odpoczynku, miejsc postoju pojazdów i punktów widokowych.

## Ochrona przyrody
- Rezerwaty przyrody
  - Bogdanieckie Cisy
  - Bogdanieckie Grądy
  - Dębowa Góra
  - Morenowy Las
- Park Krajobrazowy Ujście Warty
- Obszary chronionego krajobrazu
  - 2 – Puszcza Barlinecka
  - 3A – Lasy Witnicko-Dębiańskie
  - 3B – Lasy Witnicko-Dzieduszyckie
  - 5 – Gorzowsko-Krzeszycka Dolina Warty
- Obszary Natura 2000
  - specjalne obszary ochrony siedlisk mające znaczenie dla Wspólnoty Europejskiej OZW (SOO)
    - PLH 080004 Torfowisko Chłopiny
    - PLH 080058 Murawy Gorzowskie

  - obszary specjalne ochrony ptaków (OSO)
    - PLB 320015 Ostoja Witnicko-Dębniańska

  - specjalne obszary ochrony siedlisk i obszary specjalne ochrony ptaków
    - PLC 080001 Ujście Warty.

Na gruntach Nadleśnictwa Bogdaniec znajdują się 24 pomniki przyrody oraz jeden użytek ekologiczny „Torfowisko Mosina” o powierzchni 15,81 ha.
Proponowane jest utworzenie dwóch nowych rezerwatów przyrody: „Przygiełkowe Bagno” – 19,40 ha i „Czermieniowe Trzęsawisko" – 7,08 ha.